# Bernd Drogan
Bernd Drogan (ur. 26 października 1955 w Döbern, Brandenburgia) – niemiecki kolarz szosowy i torowy reprezentujący NRD, wicemistrz olimpijski i trzykrotny szosowy mistrz świata.

## Kariera
Jego największym indywidualnym osiągnięciem było zdobycie złotego medalu w wyścigu ze startu wspólnego amatorów na mistrzostwach świata w Goodwood w 1982 roku, po samotnej, 45-kilometrowej ucieczce. W tym też roku, jak i wcześniej, w 1979 został Sportowcem Roku NRD. Zdobył ponadto dwa tytuły mistrza świata w drużynowej jeździe na czas i srebrny medal olimpijski. Na igrzyskach w Los Angeles w 1984 roku nie mógł brać udziału z powodu bojkotu tych igrzysk przez państwa Bloku wschodniego
Bernd Drogan jeździł w drużynie SC Cottbus i trenował pod okiem Eberharda Pöschke.
Po jego odejściu od sportu wyczynowego w 1986 został dyplomowanym nauczycielem sportu i wrócił do swojego klubu SC Cottbus jako trener kolarski. Po zjednoczeniu Niemiec pracował jako księgowy, a później otworzył własny interes – sklep rowerowy. Następnie był trenerem Brandenburskiego Związku Kolarskiego. Jako kolarz-hobbysta, w kategorii Masters wygrał w 2002 Tour d' Allée, prestiżowy wyścig o długości ponad 100 km w Binz (Rugia), w 2003 na tym samym wyścigu uplasował się na 2. pozycji. Na Wyścigu Pokoju, w którym brał czynny udział w latach 1976–1979), uczestniczył później jako kierowca w samochodzie sędziowskim, ostatni raz w 2004 roku.